# Mimosa weddelliana
Mimosa weddelliana är en ärtväxtart som beskrevs av George Bentham. Mimosa weddelliana ingår i släktet mimosor, och familjen ärtväxter. Inga underarter finns listade i Catalogue of Life.